# 暁型駆逐艦
暁型駆逐艦（あかつきかたくちくかん、英語: Akatsuki-class destroyers）は、大日本帝国海軍の駆逐艦の艦級。第二期拡張計画に基づき、明治30年度計画でイギリスのヤーロウ社に2隻が発注され、1901年より順次に就役した。

## 設計
基本的に、第一期拡張計画で建造された雷型の小改正型となっており、平甲板型の船型と艦首の亀甲型（タートルバック）形態も同様である。第一期拡張計画での建造艦は、いずれも舵頭が水面上に露出する半釣合舵としていたが、これでは敵弾などで破壊される恐れがあることから、本型では釣合舵に改正された。これに伴い、排水量はわずかに増大し、また石炭搭載量も減少している。
ボイラーはヤーロウ式の石炭専焼式水管ボイラーで、蒸気性状は圧力17.6 kgf/cm2 (250 lbf/in2)、飽和温度であった。主機関は3段膨張4気筒レシプロ蒸気機関とされた。いずれも雷型と同構成だが、多くの点で改良が施されている。
兵装は、雷型と同様、原型となったイギリス駆逐艦の構成が踏襲されており、艦砲としては40口径7.6cm砲（安式十二斤速射砲）1門と40口径5.7cm砲（保式六斤速射砲）5門が搭載された。ただし本級より装備要領が変更されており、40口径7.6cm砲は司令塔上、40口径5.7cm砲は上甲板後端に1門と両舷に2門ずつが設置された。また後に、東雲型などと同様、司令塔上の5.7cm砲を7.6cm砲に換装するとともに、舷側の5.7cm砲も砲盾なしの山内式に換装された。
魚雷については、従来と同様、上甲板後部の中心線上に2個の旋回台を設け、これに人力旋回式の45cm魚雷発射管を1門ずつ設置した。

## 同型艦

### 暁（あかつき）
当初の艦名は第十三号駆逐艦。1901年（明治34年）11月13日に進水し「暁」と命名。同年12月14日、イギリス・ヤーロー社で竣工。1902年（明治35年）1月25日、日本へ回航。同年5月7日、横須賀に到着。1904年（明治37年）5月17日、旅順港閉塞作戦中、老鉄山南東沖で触雷沈没。ロシア側に沈没が目撃されていないと推定されたため、その名は捕獲艦「レシーテリヌィ」（後に「山彦」へ改名）の使用欺瞞のために使われた。1905年（明治38年）6月1日、喪失公表。同年10月19日、除籍。

### 霞（かすみ）
当初の艦名は第十四号駆逐艦。1902年（明治35年）1月23日に進水し「霞」と命名。同年2月14日、イギリス・ヤーロー社で竣工。同年3月10日、日本へ回航。同年6月15日、横須賀に到着。1913年（大正2年）4月1日、除籍。同年8月23日、雑役船（掃海船、のち標的船）に編入され、霞丸と改称。1920年（大正9年）7月1日、霞に再改称。1913年（大正2年）4月1日、除籍。